# Șișești (okręg Marmarosz)
Șișești – wieś w Rumunii, w okręgu Marmarosz, w gminie Șișești. W 2011 roku liczyła 1431 mieszkańców.